# Rhu
Rhu est un village dans l’Argyll and Bute, en Écosse. Il se trouve sur la rive est du Gare Loch.